# Stazione di Corsico
Stazione di Corsico vasútállomás Olaszországban, Lombardia régióban, Corsico településen.

## Vasútvonalak
Az állomást az alábbi vasútvonalak érintik:
- Mortara–Milánó-vasútvonal

## Kapcsolódó állomások
A vasútállomáshoz az alábbi állomások vannak a legközelebb:
- Corsico old railway station
- Stazione di Milano San Cristoforo